# Escultura de gelo

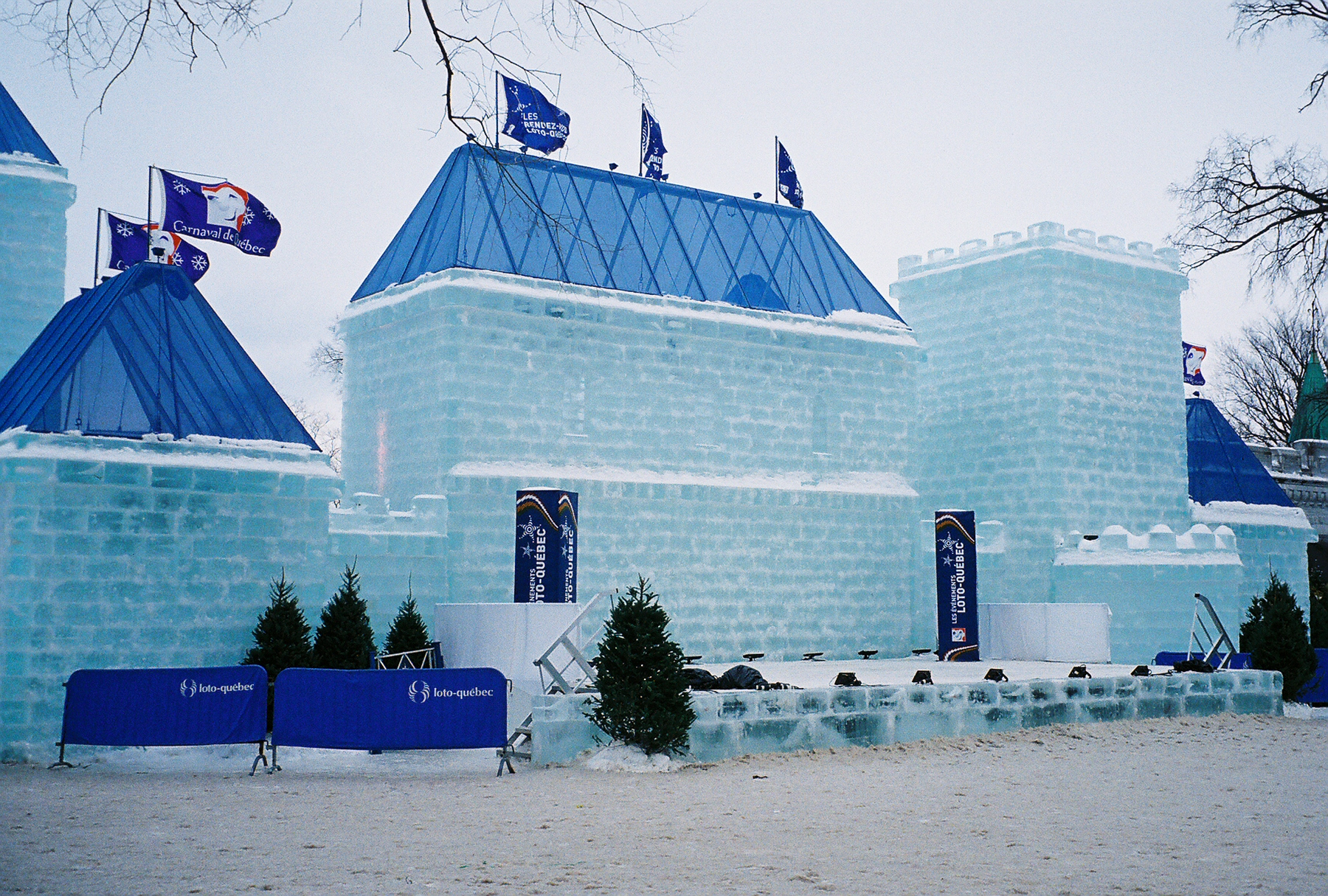
Castelo de gelo durante o Carnaval de Quebec, no Canadá.

Escultura de gelo é uma forma de escultura que utiliza o gelo como matéria-prima. Elas podem ser abstratas ou realistas e podem ser funcionais ou puramente decorativas. Esculturas de gelo são geralmente associadas a eventos especiais ou extravagantes, devido à sua duração limitada.

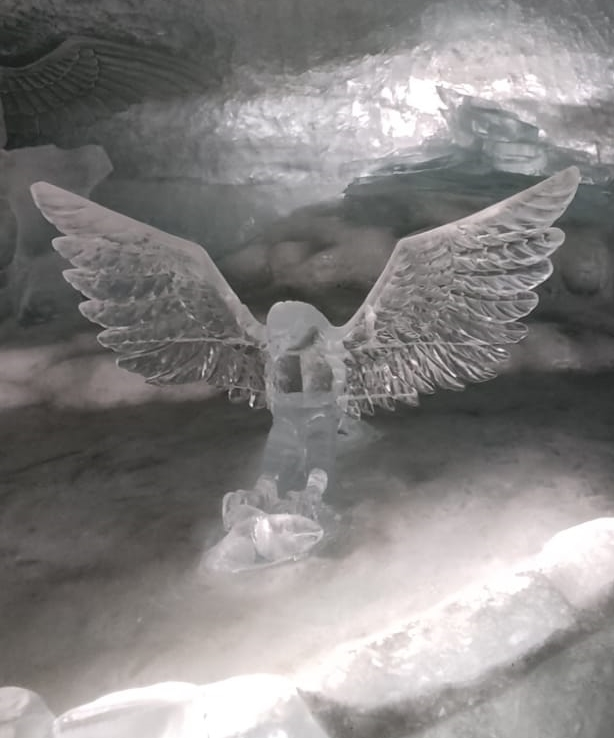
Águia esculpida em gelo, exposta no interior de uma geleira da Suíça.

O tempo de vida de uma escultura é determinado principalmente pela temperatura de seu ambiente, assim uma escultura pode durar de meros minutos a meses. Existem vários festivais de gelo realizados em todo o mundo, promovendo competições de esculturas de gelo.